# Тростанское сельское поселение
Тростанское сельское поселение — упразднённое муниципальное образование в юго-восточной части Новозыбковского района Брянской области. Административный центр — деревня Тростань.
Образовано в результате проведения муниципальной реформы в 2005 году, путём слияния дореформенных Тростанского и Сновского сельсоветов.
10 июня 2019 года вместе с другими сельскими поселениями Новозыбковского муниципального района было упразднено и объединено с городским округом г. Новозыбкова в новое единое муниципальное образование Новозыбковский городской округ.

## Население
| 2010  | 2011  | 2012  | 2013  | 2014  | 2015  | 2016  |
| ----- | ----- | ----- | ----- | ----- | ----- | ----- |
| 2012  | ↘2008 | ↘1988 | ↗1989 | ↘1979 | ↘1970 | →1970 |
| 2017  | 2018  | 2019  |       |       |       |       |
| ↗1974 | ↘1957 | ↘1931 |       |       |       |       |

## Населённые пункты
- деревня Тростань
- хутор Величка
- посёлок Дружба
- деревня Дубровка
- посёлок Мамай
- село Сновское